# 鳥居信平
鳥居信平（日语：／ Torii Nobuhei，1883年1月6日—1946年2月11日），出生於日本靜岡縣周智郡上山梨村，水利工程師。在日治台灣時期，曾於台灣規劃二峰圳、力里溪水圳等多處灌溉及防水工程。

## 生平
1883年1月6日，鳥居信平出生於周智郡上山梨村，為金澤舊制第四高等學校、東京帝大農業土木科畢業，為八田與一的高校與大學學長，兩人亦同為忠犬八公主人翁上野英三郎的門生。
昔日，屏東林邊溪流域在洪水季節時氾濫成災，夏秋苦潦；用水季節時水源枯竭，春冬苦旱。其土質為岩石風化而成，為無農業利用價值的土地。1912年，台灣總督府為防止林邊溪下游一帶耕地和村落遭洪水氾濫，在林邊溪最上游處建造防洪堤。又為控制水源、改良土質，因此計畫了地下集水廊道工程。
1914年，鳥居信平由上野英三郎推薦來到台灣，在屏東的臺灣製糖株式會社工作，規劃水利灌溉工程。
經過五年調查，鳥居信平發現林邊溪的來社溪上游（今來義分校附近）和瓦魯斯溪深山處溪谷（今大後村附近）有約1立方公尺／秒的常流量，四季不竭。枯水期的平均流量各是每日24,000立方公尺、每日60,000立方公尺，在旱季全部滲入河床下成為伏流水，但二溪的常流處屬於巨岩轉礫石處，颱風會使得溪水往下游流竄，因此地面水的取水方法相當不利，所以他引進伏流水來利用，又參考以往甘蔗灌溉實施情況，並參照當地土壤、氣象等條件，決定每次甘蔗灌溉水高度需約76毫米，以兩週灌溉一次。至於後期水稻，則參照附近稻作事例估算。在計算甘蔗和水稻的用水量，並考慮輸送水路有蒸發、滲透損失等因素下，水源取用水量決定如下：6月至9月豐水季每日25萬立方公尺；11月至4月枯水季每日7萬立方公尺。因此設計地下堰堤（又稱集水廊道），以收集地下伏流水。
鳥居信平還與當時排灣族加拉阿夫斯社（今稱舊來義社）多名頭目接觸，獲答應出動部落族人，以建造水圳。在鳥居信平的斡旋下，由臺糖和加拉阿夫斯社第15任大頭目阿爾薩卡爾（Aruchangal）簽訂書面契約書，規訂定對頭目家給付的費用與物資。實際支付工資為日薪62分錢，為當時臨時工工資1元99分錢約三分之一，價格由唐榮商店（今唐榮鐵工廠）擔任人力仲介訂定。

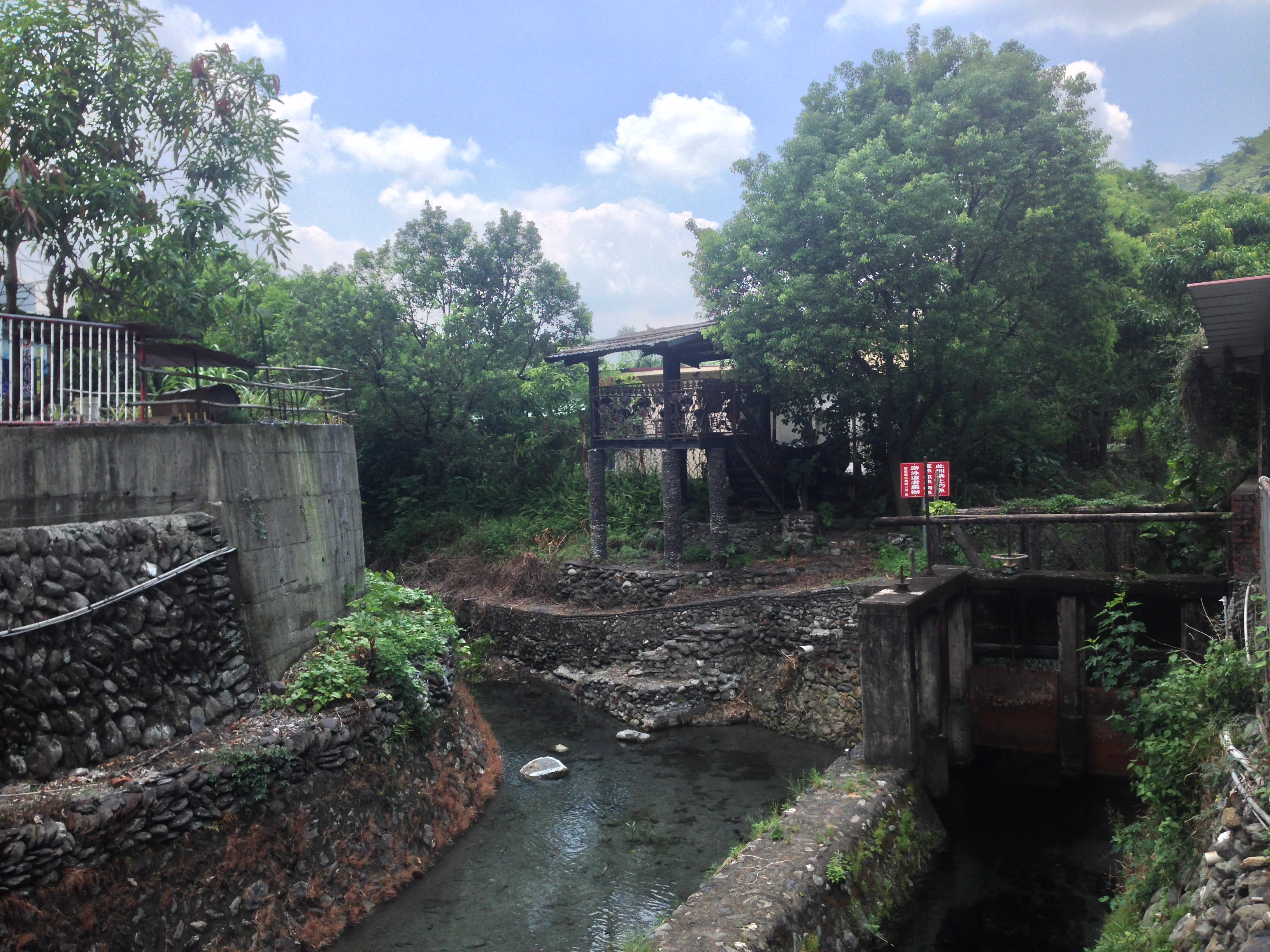
來義國小後校門附近二峰圳

1921年5月，集水廊道開始建造，至1923年5月完工，以時任臺糖社長山本悌二郎的雅號山本二峰命名，也就是二峰圳。竣工時，鳥居信平並在辦公廳舍旁與排灣族部落頭目種下作為「盟約之樹」的小葉桃花心木。此以自然工法打造3436公尺的二峰圳，善用地下水層淨化水質功能，避免地面水保存不易，成功解決來義、潮州地區三千多公頃農田的灌溉。

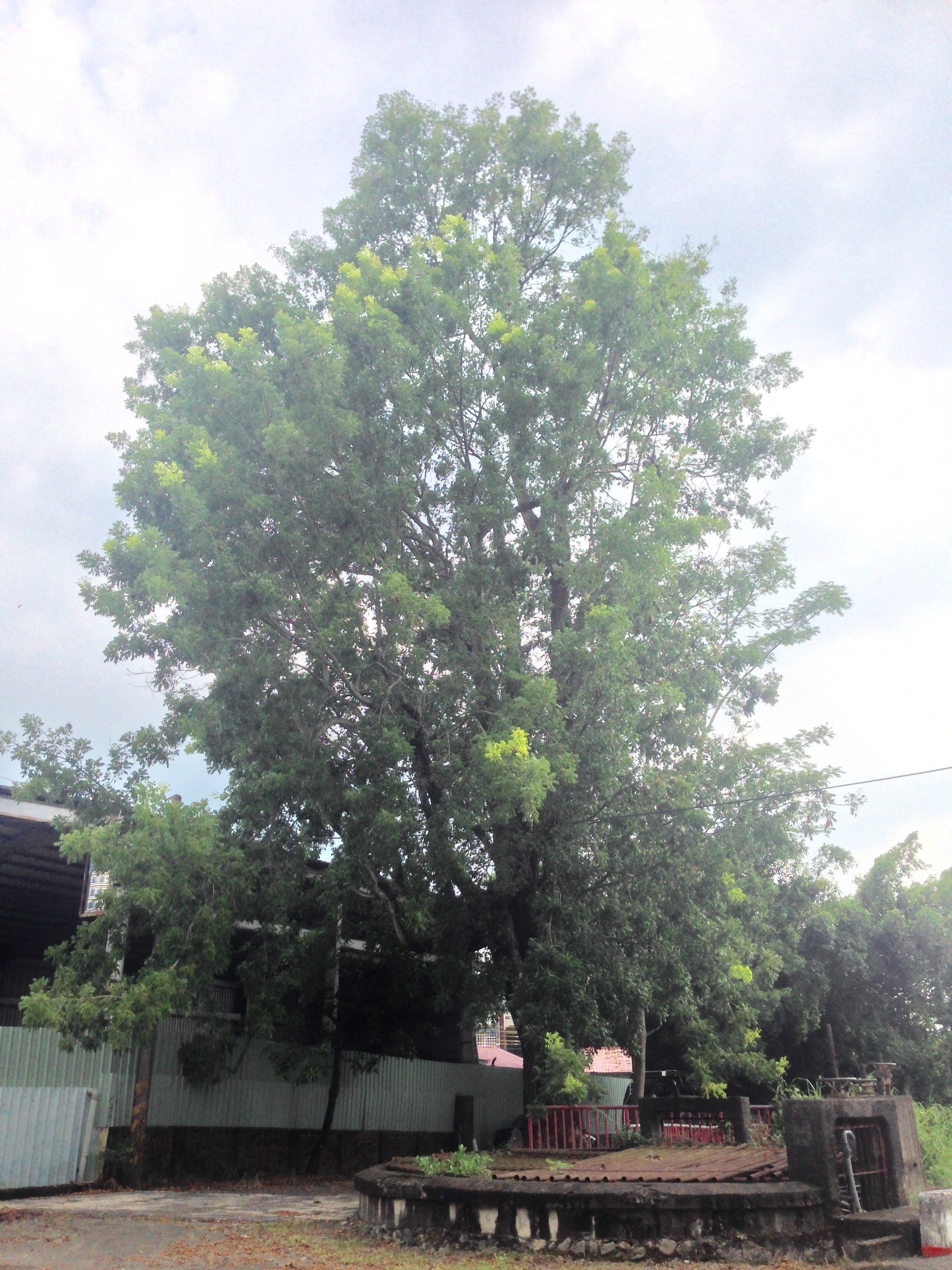
二峰圳分水工與盟約之樹

完工後，參與打造二峰圳的排灣族對日本人唱了一首歌：「當我們再相聚的時候，我要把山上的花都摘光，讓你眼裡只看見我的美。」
1936年，日本農學會頒發日本農學獎給鳥居信平，為獎勵利用伏流水開拓荒蕪地的貢獻。他在台灣居住二十四年，一直升任到臺糖常務取締役，1938年因為眼疾卸任才返回日本東京。
1946年2月10日，鳥居信平在農地開發營團上班時腦溢血，翌日辭世於東京。該年二峰圳豐水期平均出水量為每日12.4萬立方公尺；枯水期為每日5.8萬立方公尺。

## 身後

### 研究書籍
1976年，讀大學的丁澈士聽老師提及「屏東縣有個偉大的水利工程─二峰圳」，從此讓他開始對二峰圳及鳥居信平有了想像，促進後來留學荷蘭取得水文系水文地質組博士。回國後，他開始投入屏東水資源研究，特別是對二峰圳。當他發現近百年前的水利設施仍能維持水質乾淨，每天還有一定出水量，佩服當年技師的智慧。
2004年左右，日本作家平野久美子接受屏東縣政府之邀到屏東長住，聽屏東縣縣長曹啟鴻談到建造二峰圳的鳥居信平很驚訝，因連日本人都不認識鳥居信平。接受曹啟鴻之邀的她與屏東科技大學土木系教授丁澈士合作，透過鳥居信平兒子鳥居鐵也、女兒貝島峰子所提供的資料，為鳥居信平立傳。鳥居鐵也曾希望參加新書發表會，卻先在2008年過世。平野久美子的《台日水的牽絆識水柔情－鳥居信平的故事》於2009年4月20日新書發表。屏東縣政府也同時發表新書《夢想之河再現–屏東平原水圳文化》，為屏東縣政府文化處調查來義鄉的二峰圳、隘寮圳碰坑及萬丹圳的萬丹抽水站三處水圳。

### 文化資產
臺灣戰後時期，二峰圳仍然繼續供應台糖萬隆農場等地的灌溉用水，以及沿線村落居民的民生用水。其永續取水的工法被南台灣環保團體及教師團體推舉。2008年，二峰圳列為文化資產。鳥居信平辦公廳舍於2015年5月列入，同年9月力里溪水圳導水塔及其附屬設施則也列入。

### 紀念銅像

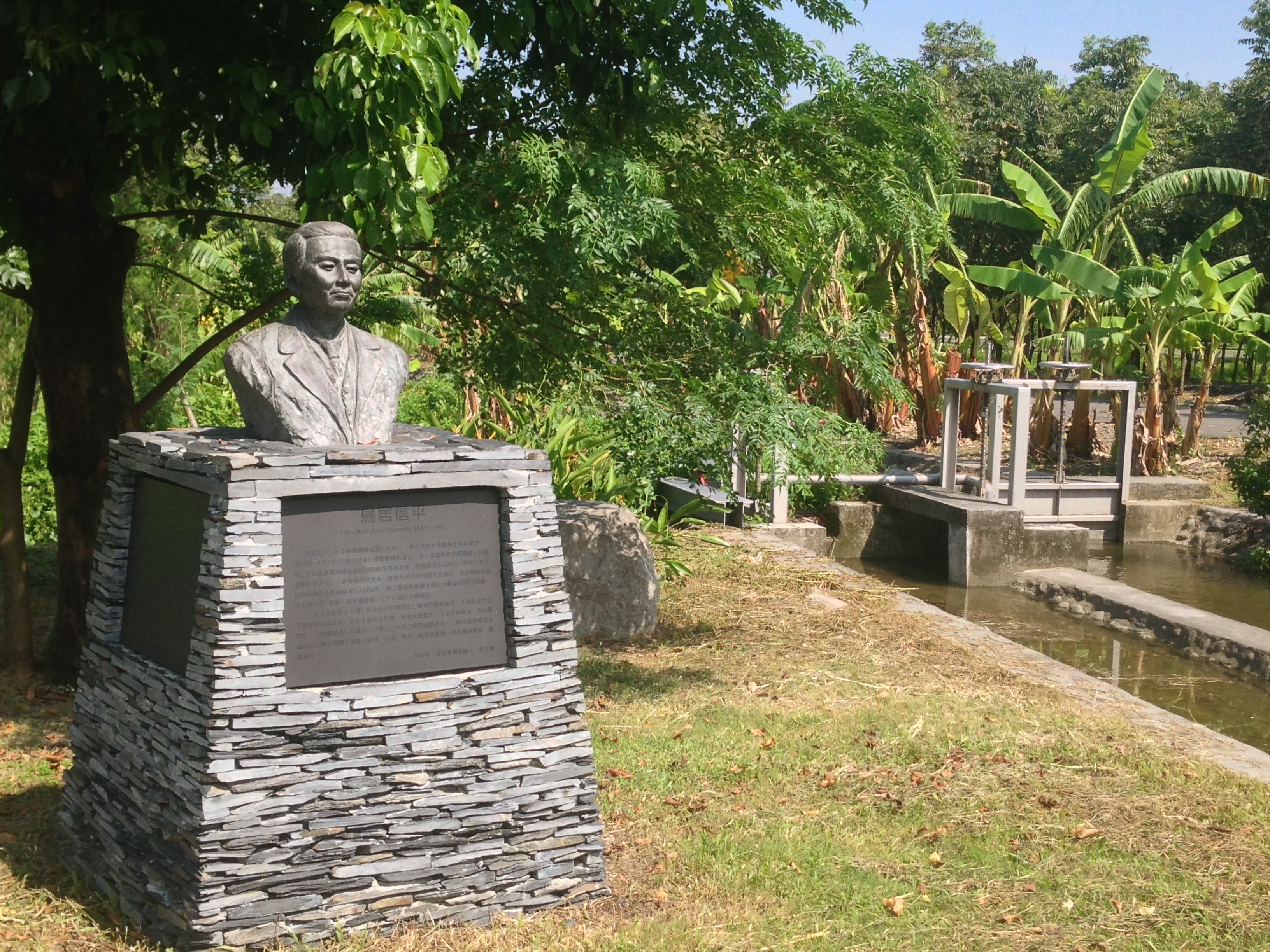
林後四林園區鳥居信平銅像

許文龍根據鳥居信平照片親自為其雕塑銅像。2009年4月21日，在來義鄉喜樂發發吾森林公園揭幕，由縣長曹啟鴻主持，奇美文化基金會顧問紀慶玟代表許文龍出席。平野久美子則帶著鳥居鐵也遺像接受此榮耀。
2014年12月7日，另一尊鳥居信平銅像在愛台十二建設的潮州鎮林後四林園區揭幕，鳥居信平嫡孫、東京大學教授鳥居徹受邀與會，農委會主委陳保基、屏東縣長曹啟鴻、新科縣長潘孟安、平野久美子、日本交流協會、來義鄉排灣族耆老們、及來義、潮州等地方首長皆參與。
許文龍共製作五尊鳥居信平銅像，除上述兩尊外，其他分別放於奇美博物館、屏東縣政府縣史館、鳥居信平故鄉靜岡縣袋井市。

### 盟約之樹
鳥居信平所植樹有一棵在颱風來襲時倒下，另一棵位於二峰圳分水工（今來義鄉台糖萬隆機庫旁）。2015年9月11日，屏東縣政府、來義鄉公所、古樓社區居民為此老樹舉辦慶生，為「為屏東老樹過生日」系列活動之一。古樓社區居民全體動員，包括百歲人瑞許威海以歌唱方式講述二峰圳與數代居民的生活情誼、古樓國小的太鼓與歌舞展演、部落靈媒的祝福儀式，古樓社區居民跳著日本舞曲以緬懷鳥居信平。
在此活動，屏東縣文化處長吳錦發提到從萬隆農場、潮州8大森林樂園到春日鄉力里溪水圳都與鳥居工程團隊有關，未來也可把這些故事與各景點串連成「鳥居信平文化廊道」。

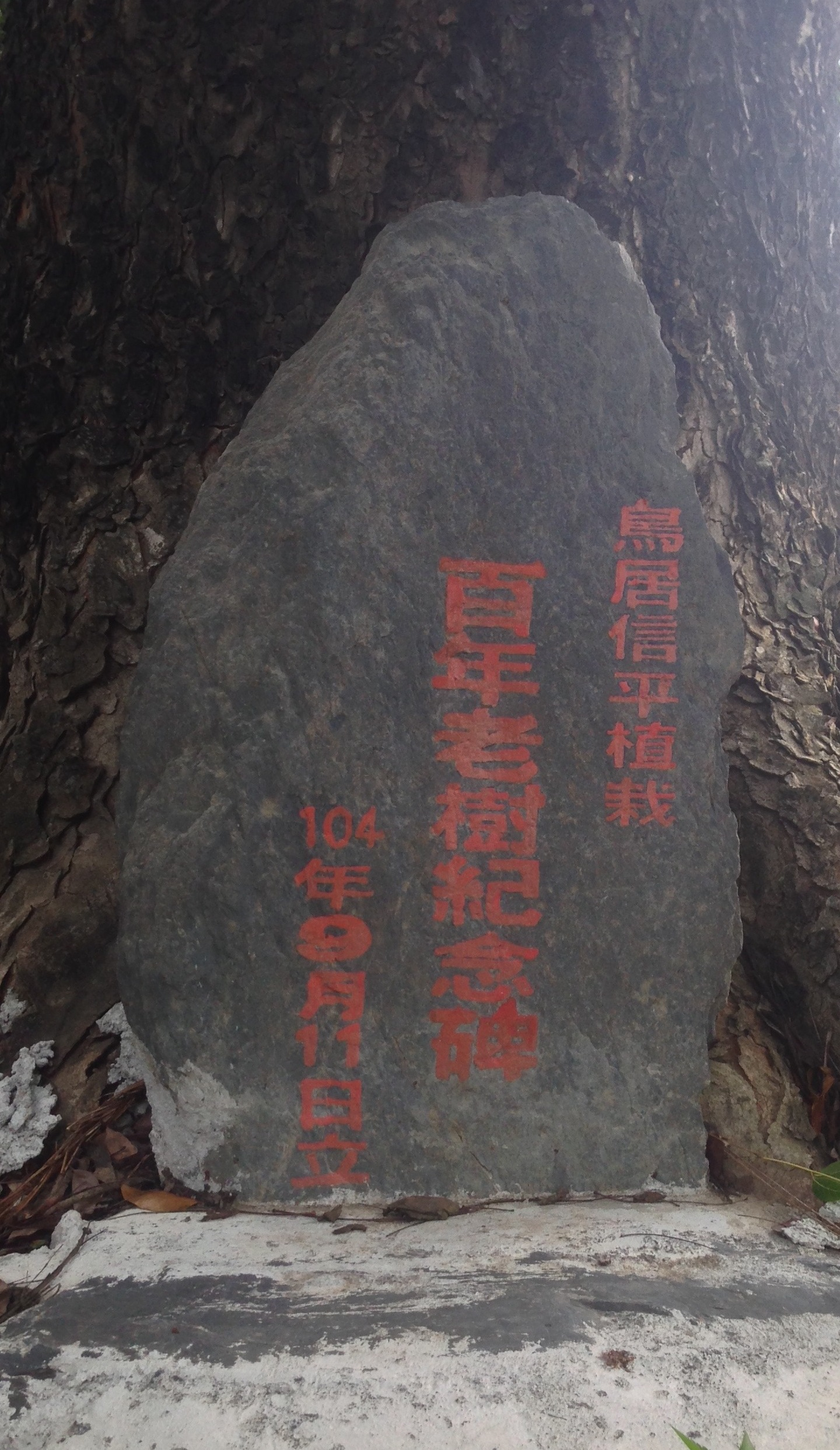
鳥居信平植栽百年老樹紀念碑